# Lycée Gambetta (Tourcoing)
Pour les articles homonymes, voir Lycée Gambetta.
Le lycée Gambetta, anciennement lycée d'État de Tourcoing, est un établissement public d'enseignement secondaire de Tourcoing. Il a accueilli une classe préparatoire scientifique (PC) jusqu'en 2014.[réf. nécessaire]

## Enseignements
Ce lycée général propose une spécialité musique, un pôle espoir judo, un pôle espoir handball, une section bachibac (espagnol), des classes européennes.
Les langues étudiées sont la LSF (Langue des signes française), le russe, le néerlandais, l'allemand, l'anglais et l'espagnol.

### Classement du lycée
En 2016, le lycée se classe 74e sur 99 au niveau départemental quant à la qualité d'enseignement, et 1738e au niveau national. Le classement s'établit sur trois critères : le taux de réussite au bac, la proportion d'élèves de première qui obtient le baccalauréat en ayant fait les deux dernières années de leur scolarité dans l'établissement, et la valeur ajoutée (calculée à partir de l'origine sociale des élèves, de leur âge et de leurs résultats au diplôme national du brevet).

## Histoire

### Création du lycée
La fondation du lycée d’État de Tourcoing s'inscrit dans le contexte de la laïcisation de l'enseignement. En effet, Tourcoing connait alors une situation particulière : l'enseignement religieux, qui prévaut alors au sein de l'établissement communal, y jouit d'un grand prestige, du fait de son ancienneté et de son efficacité.
Le collège de Tourcoing, fondé par les pères Récollets en 1666, était depuis toujours tenu par des religieux, et les quelque sept années (1831-1838) pendant lesquelles l'établissement avait été dirigé par des laïcs avaient manqué de peu voir la fermeture de l'unique école secondaire de la ville. Aussi, à la suite du relèvement effectué par les directeurs-prêtres, les Tourquennois en étaient venus à la conclusion que seul un ecclésiastique pouvait faire prospérer le collège communal.
Cependant, à la suite de la laïcisation croissante de cette fin de XIXe siècle, de nombreuses querelles apparaissaient entre le directeur du collège, l'abbé Leblanc, et l'administration académique, notamment sur la nomination des professeurs. La dispute vient du fait que, après le départ à la retraite de certains professeurs laïcs, le directeur du collège les avait momentanément remplacé par des professeurs-prêtres, possédant les mêmes diplômes et surtout acceptant un salaire moins élevé. Ce fut là toute l'origine de la brouille entre le collège et l'Université, d'autant plus que les directives nationales étaient alors de remplacer progressivement l'élément ecclésiastique par l'élément laïc dans le corps enseignant. On ne voulait plus d'enseignement confessionnel.
Le collège n'était plus soutenu que par la municipalité conservatrice. Lorsque la ville passa à la majorité radicale en 1881, la décision du conseil municipal fut sans appel : le contrat entre le collège et la ville fut rompu en juillet de la même année. Le recteur avait déclaré : « Le collège ecclésiastique de Tourcoing doit cesser d'exister. » Henri Leblanc réplique en changeant le statut du collège, qui devient l'institution libre du Sacré-Cœur. Le ministre Waldeck-Rousseau posa la première pierre du lycée Gambetta en 1883 et la première rentrée scolaire a eu lieu en 1885.
La ville de Tourcoing accepte de se séparer de son vieux collège uniquement parce que l'Université lui a promis, afin de réparer le préjudice subi, de créer un lycée financé par l'État, et non plus par la ville comme c'était le cas pour le collège. Il était également prévu que ce lycée serait ouvert aux enfants de Roubaix, la ville voisine. Son enseignement est basé sur l'enseignement moderne, contrairement au collège qui enseigne principalement les humanités, ou enseignement classique.
Le lycée d'État est établi dans le Sud de la ville, le long du rectiligne boulevard Gambetta qui mène à Roubaix. Le projet architectural, dessiné par le lillois Carlos Batteur, se veut monumental : une longue façade sur rue de 140 mètres de long, de tradition locale avec alternance de pierres et de briques vernissées (ou non). Le tout est agrémenté de sculptures diverses réalisées par le sculpteur roubaisien Laoust.
Les débuts du lycée d'État de Tourcoing sont difficiles : il souffre de l'immense prestige du collège de Tourcoing et de son directeur, Henri Leblanc, qui devient même évêque à titre honorifique en 1901. On reproche au lycée de ne préparer que le « baccalauréat ès manufacture » (enseignement moderne), tandis que le collège prépare au baccalauréat ès lettres et au baccalauréat ès sciences, considérés comme plus nobles.
Enfin, dans une région industrialisée mais qui garde cependant une foi chrétienne très vivace, le collège ecclésiastique, malgré son important coût de scolarisation du fait de son statut d'institution libre, conserve une certaine aura que ne peut encore revendiquer le lycée laïc. Ces questions, qui paraissent secondaires aujourd'hui, agitent les esprits à l'époque où le débat sur la laïcisation va arriver à son terme avec la loi de séparation de l'Église et de l'État.
À la première rentrée scolaire, on compte 107 élèves.

### Description
Le lycée est construit sur un plan en grille, permettant une meilleure distribution selon les usages en vigueur à l'époque. La façade principale donnant sur le boulevard Gambetta (façade Est) est longue de 144 mètres, celle donnant sur le canal de Tourcoing (façade Ouest) fait quant à elle environ 203 mètres. Cette dernière se subdivise en deux, puisque le corps principal haut d'un étage et long de 144 mètres se prolonge le long du canal par une bâtisse ne disposant que d'un niveau (et longue d'environ 58 mètres). Cette façade continue sur le quai de Bordeaux lorsque celui-ci ne suit plus le canal et bifurque vers la rue Victor Hugo, formant une façade Nord-Ouest longue de 33 mètres. Enfin, une dernière façade (Nord-Est) sur la rue Victor Hugo longue d'à peu près 117 mètres rejoint la façade principale du boulevard Gambetta. La partie Sud (longue approximativement de 121 mètres) longeant la rue des Quais et reliant perpendiculairement la façade Ouest et la façade principale Est ne constitue pas une façade continue et se fragmente au gré de l'organisation des divers bâtiments dans l'enceinte du lycée.
La façade principale, symétrique et de style classicisant (en opposition aux écoles confessionnelles plus souvent de style néo-gothique), se divise en trois : un corps central long de 60 mètres, haut de deux étages, cerné par deux pavillons formant deux avant-corps, et deux corps annexes disposés de part et d'autre, long chacun de 42 mètres.
Cette façade se divise au total en 43 travées, dont trois forment des entrées : une entrée centrale et deux disposées au centre de chacun des corps annexes. Chacune prend la forme d'une porte nichée dans une arcade cintrée. Le corps central compte 17 travées et les corps annexes 13 travées chacun. L'ensemble de la façade est construite en pierre calcaire et en remplissage de briques polychromes. Sur le corps principal, l'entrée est marquée par une légère saillie de la travée centrale et par l'unique emploi de la pierre au premier niveau ainsi que la présence de médaillons à l'effigie de grands savants français au deuxième niveau. Cette saillie se retrouve sur les corps annexes. Le corps principal ne se distingue pas uniquement par le nombre de ses travées, de ses étages et par ses pavillons latéraux : on retrouve une différence de décoration aux deux premiers niveaux. L'ensemble de la façade comporte un soubassement de pierre percé à chaque travée d'étroites ouvertures, des baies à arc surbaissé pour les différents niveaux, une corniche formant bandeau pour différencier les deux niveaux ainsi que la même décoration de briques vernissées polychromes sur les allèges des fenêtres du rez-de-chaussée. Cependant, alors que les baies du rez-de-chaussée du corps principal  sont encadrées de pierre (en harpe), seule une alternance de brique et de pierre vient marquer les piédroits des fenêtres des corps annexes. Dans ces derniers, les piédroits des baies du premier étage seront quant à eux en harpe, alors que les montants des fenêtres au même étage du corps central présentent un simple encadrement mouluré en pierre. Ces moulures seront plus nombreuses sur les pavillons et l'on y trouvera des médaillons dorés aux extrémités et entre les fenêtres. Sur toute la façade, un entablement marque la fin du premier étage pour le corps central et couronne les corps annexes. La frise de cet entablement est marquée par des consoles soutenant la corniche des pavillons alors qu'elle est décorée de briques polychromes sur le reste de la façade. Ici commence pour le premier le dernier étage, en attique, dont les baies présentent le même encadrement de pierre. L'étage est surmonté d'une petite corniche, excepté pour le dérochement de l'entrée, coiffé d'un oculus (auparavant d'une horloge) abrité sous un fronton circulaire soutenu par deux petits pilastres, cerné de part et d'autre par des volutes et par des acrotères en amortissement. Enfin, les deux avant-corps sont coiffés d'une mansarde percée chacune de trois petites lucarnes en zinc, correspondant aux travées.
La façade Ouest, séparée du quai par un mur en brique, compte pour la partie Sud un étage et 54 travées, elle peut se diviser de la même façon que la façade principale : un corps central cerné par deux avant-corps, de 24 travées, et deux corps annexes de 15 travées chacun. Cependant, la façade de brique étant bien plus modeste, il n'y a aucune différence de hauteur ni d'ornementation entre les différentes parties (la différence résidant dans la présence d'entrées au niveau des avant-corps). Toute la façade, y compris les avant-corps comptant trois travées chacun, est scandée d'un rythme de trois baies (en arc surbaissé de brique et de pierre), marqué par des pilastres de briques. La façade est couronnée par une corniche de brique et de bois. Ce rythme ne se retrouve pas dans la partie Nord, d'un niveau et qui comptait 17 travées jusqu'à ce que soit construit en 2017 un nouveau bâtiment par l'agence Relief Architecture dans le cadre des restructurations menées à partir de 2011. L'apparence de ne change guère sur la partie Nord-Est et Nord-Ouest, à l'exception d'une ancienne entrée se situant sur cette dernière, marquée par une fausse serlienne comportant trois ouvertures et couronnée d'un fronton triangulaire.

### Le lycée dans les guerres
Le lycée a été partiellement occupé pendant les deux guerres mondiales. Les locaux de l'internat et de la demi-pension ainsi qu'une partie de l'administration ont été réquisitionnés pour loger des troupes. Un abri anti-aérien a été créé par la Wehrmacht dans une partie des caves du lycée.

## Personnalités liées au lycée
- Fernand Desrousseaux (1879-1956) footballeur (promotion 1896)[12]
- Émile Sartorius (1883-1933) footballeur (promotion 1902)[12]
- Adrien Filez (1885-1965) footballeur (promotion 1903)[12]
- André François (football) (1886-1915) footballeur (promotion 1904)[12]
- Victor Cope (1877-1932) syndicaliste et enseignant, professeur au lycée de Tourcoing de 1908 à 1919[13]
- Gabriel Hanot (1889-1968) footballeur, journaliste et sélectionneur de l'équipe de France (promotion 1908)[12]
- Charles Gernez-Rieux (1898-1971) médecin, directeur de l'Institut Pasteur de Lille, créateur du centre de transfusion sanguine à Lille (promotion 1915)[12],[14]
- Jules Cottenier (1904-?) footballeur (promotion 1921)[12]
- Pierre Danel (1902-1966) ingénieur français, spécialiste de l'hydraulique (promotion 1921)[12]
- Henri Warembourg (1905-1993) médecin, pneumologue et cardiologue (promotion 1923)[12]
- Paul Boulanger (1905-1996) membre de l'Académie de médecine, docteur honoris-causa de l'université de Bruxelles (promotion 1923)[12],[15]
- Jules Driessens (1906-1971) médecin, fondateur et directeur du Centre Oscar-Lambret (CHRU Lille), directeur de l'Institut de Recherche sur le Cancer de Lille (promotion 1923)[12],[16]
- Claude Huriez (1907-1984) médecin (promotion 1924)[12]
- Maxence Van der Meersch (1907-1951) écrivain (promotion 1926)[13]
- Edmond Labbé (1868-1944) promoteur de l'enseignement technique (proviseur du lycée de 1919 à 1929)[17]
- Alexis Destruys ingénieur, secrétaire général des Houillères du Nord-Pas-de-Calais, fondateur du centre minier de Lewarde (promo 1937)[12],[18]
- Fernand Carton (1921-2019) linguiste (promotion 1939)[12]
- Jean Willerval (1924-1996) architecte, professeur à l'ENSBA à Paris, membre de l'académie française d'architecture, détenteur d'un Grand prix national de l'architecture (promotion 1942)[12],[19]
- Jean Samaille (1925-2005) immunologiste, bactériologiste et virologue (promotion 1943)[12]
- Alain Faugaret (1938- ) homme politique français, maire de Wattrelos (1971-2000), vice-président du conseil général du Nord et député (1978-1988) (promotion 1956)[13]
- Gérard Renon (1940-1994) ingénieur et homme politique (promotion 1957)[12]
- Paul Renard (1942-2014) rédacteur en chef de la revue Nord et animateur de la revue Roman 20/50 (professeur de Lettres du lycée Gambetta)[13]
- Jean-Pierre Wytteman (1943-2010) historien, inspecteur pédagogique régional en histoire-géographie à Lille (promotion 1962)[12],[20]
- Jean-Louis Brochen (1944-) avocat et homme politique français, mari de Martine Aubry (promotion 1964)[13]
- Gérard Farasse (1945-2014) poète et professeur de littérature (promotion 1964)[12]
- Serge Gruzinski (1949-) historien, directeur d'étude en sciences sociales École des hautes études en sciences sociales (promotion 1967)[12]
- Alain Buisine (1949-2009) critique littéraire (professeur au lycée Gambetta)[21]
- Ronny Coutteure (1951-2000) acteur, réalisateur et metteur en scène belge (promotion 1970)[13]
- Éric Debarbieux (1953-) universitaire et philosophe français (promotion 1971)[22]
- Michel-François Delannoy (1963- ) homme politique socialiste, ancien maire de Tourcoing (promotion 1982)[12]
- Othman Louati(1988- ) compositeur, chef d'orchestre et percussionniste (promotion 2006) [12]
- Fantine Lesaffre (1994-) nageuse française (promotion 2012)[23]